# Црвена река Југа
Црвена река Југа (енгл. Red River of the South) је река која протиче кроз САД. Дуга је 1.811 km. Протиче кроз америчке савезне државе Оклахома, Тексас, Арканзас и Луизијана. Улива се у Атчафалају и Мисисипи. 